# 411 video revija
411 video revija (angleško 411 video magazine; 411vm) je revija, ki izhaja 6-krat na leto v obliki rolkarskih filmov. Številka 411 je v ZDA telefonska številka za informacije, kar je tudi motiv za vsako video revijo. Z izidom 60. številke so praznovali deseto obletnico delovanja, kar je dolgo obdobje za rolkarsko podjetje.
411 video revijo sestavljajo članki, med njimi pa se odvrtijo reklame, ki so glavni vir finančnih sredstev. Med najbolj popularnimi članki je Openers, ki z montažo najbolj vplivnih trikov (samo med 3 in 10 trikov) začnejo vsak video. Številke od 1 do 50 je vodil Lance Mountain, od 50 naprej pa vsako gostuje drug poklicni rolkar.
411vm je avgusta 2005 začel tekmovanje 411 Versus, ki ga je zmagal Chris Haslam. Ker je bilo tekmovanje zelo upešno in doživelo zelo pozitiven odziv gledalcev, ga bodo ponavljali vsako leto.

## Članki

### Openers
Openers je uvodni del vsake številke, v kateri so pokazani najboljši in najinovativnejši triki te številke. Ta članek je zelo kratek, saj vsebuje povprečno 5 trikov, ki so prikazani še v počasnem posnetku. Glasbena podlaga je v vsaki številki Sol - The Boxcar.

### Chaos
Ta članek je prav tako v vsaki številki in je zbirka posnetkov veliko različnih rolkarjev.

### Controled chaos
Vsebinsko je ta članek skoraj enak Chaosu, vendar pa je v njem omejeno število rolkarjev.

### Day in the life
Ta članek dokumentira en dan v življenju rolkarjev, da bi prikazal njihove življenjske stile. Ti članki imajo največji procent posnetkov ne-rolkanja, pri večini pa rolkarji rolkajo v poligonih za rolkanje, ker na ulicah rolkajo večinoma le med vikendi.

### Profiles
Ta članek je po del posvečen le enemu rolkarju po dolžini enak delom rolkarjev v normalnih rolkarskih filmih. Preden se začnejo triki še zvemo nekaj informacij o tem rolkarju.

### Wheels of fortune
Ta članek je zelo podoben Profiles, vendar prikazuje še neuveljavljene rolkarje. Ta članek je služil kot odskočna deska mnogim današnjim poklicnim rolkarjem.

### Rookies
V tem članku imajo svoj del novi poklicni rolkarji. Montaža trkov je tukaj krajša,kot pri zgornjih dveh.

### Contests
Posnetki z raznih tekmovanj so objavljeni v teh člankih.

### Main event
V tem članku so predstavljeni največji in najpomembnejši dogodki v svetu rolkanja (ne samo tekmovanja).

### Check up
Poklicni rolkarji govorijo o dogajanju v njihovem življenju v zadnjem času (tudi po nekaj let nazaj).

### Five
Ta članek traja 5 minut vsebuje pa odgovore na 5 vprašanj (kratek intervju) in nekaj trikov enega poklicnega rolkarja.

### Fine tuning
V tem članku poklicni rolkarji učijo trike.

### Industry
V tem članku izvemo mnogo o nekem rolkarskem podjetju, sledi pa mu montaža njegove ekipe.

### Metrospective
Članek o mestih in njihovih rolkarski krajih in lokalnimi rolkarji.

### Road trip
Članek o potovanju neke ekipe, ki velikokrat vsebujejo posnetke iz poligonov za rolkanje.

### Spot check
Članki o posebno popolarnih in dobri krajih za rolkanje.

### Private property
Članki o zasebnih poligonih za rolkanje.

### Transitions
Posnetki iz poligonov za rolkanje, praznih bazenov in praznih reguliranih rečnih kanalov.

### World report
Posnetki iz celega sveta (razporejenega po državah ali tekmovanjih).

### Tricktips
Učenje trikov s Dave Mettyjem.